# NGC 2220
NGC 2220 ist ein Asterismus im Sternbild Kiel des Schiffs.
Das Objekt wurde am 29. Dezember 1834 vom britischen Astronomen John Herschel entdeckt.